# Paula Bertol
Paula María Bertol (Buenos Aires, 22 de febrero de 1965) es una abogada y política argentina. Fue legisladora por la Ciudad de Buenos Aires (2003-2005) y diputada de la Nación Argentina (2005-2013) por Propuesta Republicana. Desde 2015 hasta enero de 2018 fue titular de la Secretaría de Relaciones Parlamentarias y Administración de la Jefatura de Gabinete de Ministros de la Nación Argentina. Fue representante permanente de Argentina ante la Organización de los Estados Americanos (OEA) hasta diciembre de 2019.

## Biografía
Entre 1999 y 2001 fue Mediadora a cargo del Programa de Mediación Familiar en la Ciudad de Buenos Aires. En 1995, fue candidata a diputada nacional por el Partido Federal pero no fue elegida.
En 2005 fue elegida como Diputada Nacional del PRO reelecta en 2007 hasta diciembre de 2013. En abril de 2014 fue nombrada Directora Nacional de la Escuela de Formación de Dirigentes Políticos del PRO. Desde diciembre de 2015 a enero de 2018 fue Secretaria de Relaciones Parlamentarias y Administración de la Jefatura de Gabinete de Ministros de la Nación.https://www.clarin.com/politica/casacion-confirmo-condena-narcotrafico-ex-intendente-parana-sergio-varisco_0_vhihG-9IN.amp.html
En enero de 2018 fue nombrada por el presidente de la Nación Argentina, Mauricio Macri, como representante Permanente de Argentina ante la OEA.